# 16e étape du Tour d'Espagne 2014
La 16e étape du Tour d'Espagne 2014 s'est déroulée le lundi 8 septembre 2014 entre la ville de San Martín del Rey Aurelio et les lacs de Somiedo sur une distance de 160,5 km.

## Résultats

### Classement de l'étape
|    | Coureur              | Pays        | Équipe       |    | Temps           |
| -- | -------------------- | ----------- | ------------ | -- | --------------- |
| 1  | Alberto Contador     | Espagne     | Tinkoff-Saxo | en | 4 h 53 min 35 s |
| 2  | Christopher Froome   | Royaume-Uni | Sky          |    | 14 s            |
| 3  | Alessandro De Marchi | Italie      | Cannondale   |    | 50 s            |
| 4  | Alejandro Valverde   | Espagne     | Movistar     |    | 55 s            |
| 5  | Joaquim Rodríguez    | Espagne     | Katusha      |    | 59 s            |
| 6  | Fabio Aru            | Italie      | Astana       |    | 1 min 06 s      |
| 7  | Daniel Martin        | Irlande     | Garmin-Sharp |    | 1 min 12 s      |
| 8  | Robert Gesink        | Pays-Bas    | Belkin       |    | 1 min 22 s      |
| 9  | Samuel Sánchez       | Espagne     | BMC Racing   |    | 1 min 43 s      |
| 10 | Ryder Hesjedal       | Canada      | Garmin-Sharp |    | 1 min 48 s      |

### Points attribués
|   | Cycliste           | Pays    | Équipe                  | Points |
| - | ------------------ | ------- | ----------------------- | ------ |
| 1 | Damiano Cunego     | Italie  | Lampre-Merida           | 4      |
| 2 | Peio Bilbao        | Espagne | Caja Rural-Seguros RGA  | 2      |
| 3 | Gianluca Brambilla | Italie  | Omega Pharma-Quick Step | 1      |

|   | Cycliste       | Pays      | Équipe                  | Points |
| - | -------------- | --------- | ----------------------- | ------ |
| 1 | Wout Poels     | Pays-Bas  | Omega Pharma-Quick Step | 4      |
| 2 | Rohan Dennis   | Australie | BMC Racing              | 2      |
| 3 | Adriano Malori | Italie    | Movistar                | 1      |

|    | Cycliste             | Pays        | Équipe                  | Points |
| -- | -------------------- | ----------- | ----------------------- | ------ |
| 1  | Alberto Contador     | Espagne     | Tinkoff-Saxo            | 25     |
| 2  | Christopher Froome   | Royaume-Uni | Sky                     | 20     |
| 3  | Alessandro De Marchi | Italie      | Cannondale              | 16     |
| 4  | Alejandro Valverde   | Espagne     | Movistar                | 14     |
| 5  | Joaquim Rodríguez    | Espagne     | Katusha                 | 12     |
| 6  | Fabio Aru            | Italie      | Astana                  | 10     |
| 7  | Daniel Martin        | Irlande     | Garmin-Sharp            | 9      |
| 8  | Robert Gesink        | Pays-Bas    | Belkin                  | 8      |
| 9  | Samuel Sánchez       | Espagne     | BMC Racing              | 7      |
| 10 | Ryder Hesjedal       | Canada      | Garmin-Sharp            | 6      |
| 11 | Warren Barguil       | France      | Giant-Shimano           | 5      |
| 12 | Daniel Navarro       | Espagne     | Cofidis                 | 4      |
| 13 | Wout Poels           | Pays-Bas    | Omega Pharma-Quick Step | 3      |
| 14 | Damiano Caruso       | Italie      | Cannondale              | 2      |
| 15 | Mikel Nieve          | Espagne     | Sky                     | 1      |

### Cols et côtes
|   | Cycliste             | Pays      | Équipe                  | Points |
| - | -------------------- | --------- | ----------------------- | ------ |
| 1 | Luis León Sánchez    | Espagne   | Caja Rural-Seguros RGA  | 10     |
| 2 | Rohan Dennis         | Australie | BMC Racing              | 6      |
| 3 | Alessandro De Marchi | Italie    | Cannondale              | 4      |
| 4 | Johan Le Bon         | France    | FDJ.fr                  | 2      |
| 5 | Gianluca Brambilla   | Italie    | Omega Pharma-Quick Step | 1      |

|   | Cycliste          | Pays      | Équipe                 | Points |
| - | ----------------- | --------- | ---------------------- | ------ |
| 1 | Luis León Sánchez | Espagne   | Caja Rural-Seguros RGA | 5      |
| 2 | Peio Bilbao       | Espagne   | Caja Rural-Seguros RGA | 3      |
| 3 | Rohan Dennis      | Australie | BMC Racing             | 1      |

|   | Cycliste          | Pays    | Équipe                 | Points |
| - | ----------------- | ------- | ---------------------- | ------ |
| 1 | Luis León Sánchez | Espagne | Caja Rural-Seguros RGA | 10     |
| 2 | Peio Bilbao       | Espagne | Caja Rural-Seguros RGA | 6      |
| 3 | Adriano Malori    | Italie  | Movistar               | 4      |
| 4 | Johan Le Bon      | France  | FDJ.fr                 | 2      |
| 5 | Damiano Cunego    | Italie  | Lampre-Merida          | 1      |

|   | Cycliste             | Pays      | Équipe                  | Points |
| - | -------------------- | --------- | ----------------------- | ------ |
| 1 | Alessandro De Marchi | Italie    | Cannondale              | 10     |
| 2 | Gianluca Brambilla   | Italie    | Omega Pharma-Quick Step | 6      |
| 3 | Wout Poels           | Pays-Bas  | Omega Pharma-Quick Step | 4      |
| 4 | Luis León Sánchez    | Espagne   | Caja Rural-Seguros RGA  | 2      |
| 5 | Rohan Dennis         | Australie | BMC Racing              | 1      |

| - Ascension des lacs de Somiedo, 1re catégorie (km 160,5) \| \| Cycliste \| Pays \| Équipe \| Points \| \| - \| -------------------- \| ----------- \| ------------ \| ------ \| \| 1 \| Alberto Contador \| Espagne \| Tinkoff-Saxo \| 10 \| \| 2 \| Christopher Froome \| Royaume-Uni \| Sky \| 6 \| \| 3 \| Alessandro De Marchi \| Italie \| Cannondale \| 4 \| \| 4 \| Alejandro Valverde \| Espagne \| Movistar \| 2 \| \| 5 \| Joaquim Rodríguez \| Espagne \| Katusha \| 1 \| |                      |             |              |        |
| | Cycliste             | Pays        | Équipe       | Points |
| 1 | Alberto Contador     | Espagne     | Tinkoff-Saxo | 10     |
| 2 | Christopher Froome   | Royaume-Uni | Sky          | 6      |
| 3 | Alessandro De Marchi | Italie      | Cannondale   | 4      |
| 4 | Alejandro Valverde   | Espagne     | Movistar     | 2      |
| 5 | Joaquim Rodríguez    | Espagne     | Katusha      | 1      |

## Classements à l'issue de l'étape

### Classement général
|    | Cycliste           | Pays        | Équipe        |    | Temps           |
| -- | ------------------ | ----------- | ------------- | -- | --------------- |
| 1  | Alberto Contador   | Espagne     | Tinkoff-Saxo  | en | 63 h 25 min 0 s |
| 2  | Alejandro Valverde | Espagne     | Movistar      | +  | 1 min 36 s      |
| 3  | Christopher Froome | Royaume-Uni | Sky           |    | 1 min 39 s      |
| 4  | Joaquim Rodríguez  | Espagne     | Katusha       |    | 2 min 29 s      |
| 5  | Fabio Aru          | Italie      | Astana        |    | 3 min 38 s      |
| 6  | Daniel Martin      | Irlande     | Garmin-Sharp  |    | 6 min 17 s      |
| 7  | Robert Gesink      | Pays-Bas    | Belkin        |    | 6 min 43 s      |
| 8  | Samuel Sánchez     | Espagne     | BMC Racing    |    | 6 min 55 s      |
| 9  | Warren Barguil     | France      | Giant-Shimano |    | 8 min 37 s      |
| 10 | Damiano Caruso     | Italie      | Cannondale    |    | 9 min 10 s      |

### Classement par points
|   | Cycliste           | Pays      | Équipe        | Points |
| - | ------------------ | --------- | ------------- | ------ |
| 1 | John Degenkolb     | Allemagne | Giant-Shimano | 124    |
| 2 | Alejandro Valverde | Espagne   | Movistar      | 114    |
| 3 | Alberto Contador   | Espagne   | Tinkoff-Saxo  | 108    |

### Classement du meilleur grimpeur
|   | Cycliste           | Pays    | Équipe                 | Points |
| - | ------------------ | ------- | ---------------------- | ------ |
| 1 | Luis León Sánchez  | Espagne | Caja Rural-Seguros RGA | 53     |
| 2 | Alejandro Valverde | Espagne | Movistar               | 30     |
| 3 | Alberto Contador   | Espagne | Tinkoff-Saxo           | 23     |

### Classement du combiné
|   | Cycliste           | Pays        | Équipe       | Points |
| - | ------------------ | ----------- | ------------ | ------ |
| 1 | Alejandro Valverde | Espagne     | Movistar     | 6      |
| 2 | Alberto Contador   | Espagne     | Tinkoff-Saxo | 7      |
| 3 | Christopher Froome | Royaume-Uni | Sky          | 17     |

### Classements par équipes
|   | Équipe       | Pays    |    | Temps             |
| - | ------------ | ------- | -- | ----------------- |
| 1 | Katusha      | Russie  | en | 190 h 11 min 42 s |
| 2 | Movistar     | Espagne | +  | 14 min 34 s       |
| 3 | Tinkoff-Saxo | Russie  |    | 31 min 08 s       |

## Abandons
- Gianluca Brambilla (Omega Pharma-Quick Step) : exclu à la suite d'une bagarre avec Ivan Rovny
- Ivan Rovny (Tinkoff-Saxo) : exclu à la suite d'une bagarre avec Gianluca Brambilla
- Oscar Gatto (Cannondale) : abandon